# Định luật Planck

Định luật Planck (minh họa bằng các đường cong màu) miêu tả chính xác bức xạ vật đen và giải quyết vấn đề "thảm họa cực tím" (đường màu đen).

Định luật Planck miêu tả bức xạ điện từ phát ra từ vật đen trong trạng thái cân bằng nhiệt ở một nhiệt độ xác định. Định luật đặt tên theo Max Planck, nhà vật lý đã nêu ra nó vào năm 1900. Định luật này là bước đi tiên phong đầu tiên của vật lý hiện đại và cơ học lượng tử.
Đối với tần số ν, hoặc bước sóng λ, định luật Planck viết dưới dạng:
{\displaystyle B_{\nu }(T)={\frac {2\Pi .h\nu ^{3}}{c^{2}}}{\frac {1}{e^{\frac {h\nu }{k_{\mathrm {B} }T}}-1}}}
hoặc
{\displaystyle B_{\lambda }(T)={\frac {2hc^{2}}{\lambda ^{5}}}{\frac {1}{e^{\frac {hc}{\lambda k_{\mathrm {B} }T}}-1}}}
trong đó B ký hiệu của cường độ bức xạ (spectral radiance), T là nhiệt độ tuyệt đối, kB là hằng số Boltzmann, h là hằng số Planck, và c là tốc độ ánh sáng trong môi trường hoặc trong chân không. Đơn vị SI của phương trình là W·sr−1·m−2·Hz−1 đối với Bν(T) và W·sr−1·m−3 đối với Bλ(T). Định luật này cũng có thể biểu diễn theo cách khác, như số lượng photon phát ra tại một bước sóng xác định, hoặc mật độ năng lượng trong thể tích chứa bức xạ. Trong giới hạn đối với những tần số nhỏ (hay bước sóng dài), định luật Planck tương đương với định luật Rayleigh–Jeans, trong khi đối với những tần số lớn (bước sóng nhỏ) định luật này tương đương với xấp xỉ Wien hoặc định luật dịch chuyển Wien.
Max Planck đưa ra định luật vào năm 1900, với mục đích ban đầu để đo các hằng số bằng thực nghiệm, và sau đó ông chứng minh rằng, như định luật biểu diễn sự phân bố năng lượng, nó miêu tả duy nhất sự phân bố ổn định của bức xạ trong trạng thái cân bằng nhiệt. Là định luật về sự phân bố năng lượng, nó là một trong các định luật về phân bố cân bằng nhiệt mà bao gồm phân bố Bose–Einstein, phân bố Fermi–Dirac và phân bố Maxwell–Boltzmann.